# The Reverend Horton Heat
The Reverend Horton Heat es el nombre artístico del compositor estadounidense Jim Heath (nacido en 1959 en Dallas, Texas) como también se llama su agrupación de psychobilly. Heath es el cantautor y guitarrista de la banda.
El grupo se formó en 1985, tocando sus primeras veces en el barrio de Dallas Deep Ellum. Sus miembros actuales son Jim "Reverend Horton" Heath en la guitarra y voz, Jimbo Wallace en el contrabajo y Paul Simmons en la batería.
Ellos mismos describen su sonido como un "punkabilly alimentado de country". Algunas de sus canciones pueden ser consideradas como psychobilly. Su música es una mezcla de country, punk, big band, swing, y rockabilly, tocado energéticamente con letras ocasionalmente humorísticas.

## Historia
Jim Heath tocaba con sus amigos del liceo en una banda de covers llamada Southern Comfort, antes de tratar de ir a la University of Texas at Austin en el otoño de 1977. Estando en la universidad, él tocaba para sus amigos y compañeros de cuarto y a menudo era encontrado tocando muy tarde en las escaleras del dormitorio Moore-Hill. Pero Heath dejaría la universidad en primavera y se uniría a una banda de covers en plena gira, se llamaba Sweetbriar. Tres años más tarde su antiguo compañero de cuarto David Livingston, que para el momento ya era Senior, vio una cara conocida en el escenario y saludó a Jim. David le contaba a Jim historias acerca de la escena musical punk en Austin y los "toques" tenían como sede Raul's and Club Foot. Y una vez David se llevó a Jim al lugar del rock and roll en Dallas, The Bijou, para ver un grupo llamado The Cramps. Después del show se ocasionaron disturbios entre los punks y los rockers en el estacionamiento del lugar. Livingston y Heath escapaban de participar en la pelea, después diría Heath que tuvo una epifanía esa noche. Era un gran fan del blues y del Honky tonk. Para devolverle el favor a Livingston, se lo llevó a él y a su esposa a ver a The Blasters en el Hot Klub, ya empezaba su pasión por el rock básico.
Heath se casó con su compañera de banda en Sweetbriar, y tuvieron un hijo; decidieron que el estilo de vida rock'n'roll se había acabado y que ya era hora de tener trabajos verdaderos.  Alrededor de 1985 Heath era conocido como "Jim, el Chico del Sonido" por los que frecuentaban el Theater Gallery o The Prophet Bar. Una noche durante un intervalo, Russell Hobbs (el propietario de esos dos locales) lo convenció de que subiera al escenario y tocara. Tocó completamente solo y una versión propia de Folsom Prison Blues de Johnny Cash (su mayor influencia). Todo el rato que estuvo ahí parado Hobbs gritaba: "¡Vamos, Reverendo!". Jim cuenta: "..él (Hobbs) solía llamarme Horton por ser nombre como de campesino, o tal vez por ser el único rocker que trabajaba en un bar Punk/Rock'n'Roll. Hacía énfasis en las "O" para que sonara más campesino (HOrtOn). Después me decía "Horton-mi apellido es Heath" y finalmente Reverend Horton. Me llamaba siempre "Reverendo" porque decía que mi música parecía Gospel. Una vez que íbamos a presentarnos él hizo los panfletos del show y verdaderamente le mandó a escribir "Reverend Horton Heat esta noche..."
nos dijo que ese debía ser nuestro nombre. Yo pensé que era bastante ridículo, pero después de las primeras cinco canciones el público se empezó a identificar diciendo "¡Sí, Reverendo!". Lo que en verdad es gracioso es que ese tipo Hobbs al final terminó vendiendo los locales y se convirtió en predicador. Él a veces viene a los shows y me dice: 'Jim, en serio tienes que abandonar toda esta cosa del Reverendo'".
Pronto su vida de gira tuvo su efecto con su matrimonio y su esposa lo abandonó junto a su hijo y su perro. Los sentimientos de Jim acerca la pérdida de su familia están bien documentados en la canción "Where In The Hell Did You Go With My Toothbrush?" (¿Adónde diablos te fuiste con mi cepillo de dientes?).
En estos tiempos Livingston se mudó de vuelta a Oklahoma. Empezó a programar "toques" para la banda y se fueron haciendo terreno en la escena muy rápidamente. Livingston trabajó con Reverend Horton Heat hasta 1989. Él y Jim siguieron siendo amigos muy cercanos y la canción que coescribieron en los 80 "Liquor, Beer and Wine" (Licor, Cerveza y Vino) apareció en el álbum de 1994 Liquor In The Front (Licor al Frente).
Influidos por Johnny Cash, The Cramps, Motörhead, AC/DC, Jimi Hendrix, Black Flag, The Ventures, Stray Cats, entre otros.

## Miembros anteriores
- Scott Churilla: Batería (1994-2006, 2010)
- Patrick "Taz" Bentley: Batería (1989-1994)
- "Swingin'" Jack Barton: Contrabajo (1985–1989)
- Bobby Baranowski: Batería (1985-1989)
- Kyle Thomas: Batería (1989)
- Charlie "Ray" Reid: Mánager (1988-1992)

## Discografía
- Smoke'em If You Got'em (1990, Sub Pop)
- The Full-Custom Gospel Sounds of the Reverend Horton Heat (1993, Sub Pop)
- Liquor In The Front (1994, Sub Pop/Interscope)
- Aiming To Please (1995, Sub Pop/Interscope)
- It's Martini Time (1996, Interscope)
- Space Heater (1998, Interscope)
- Holly Roller (1999, Time Bomb)
- Spend a Night In The Box (2000, Time Bomb)
- Lucky 7 (2002, Artemis)
- Revival (2004, Yep Roc)
- Laughin' and Cryin' with the Reverend Horton Heat (2009, Yep Roc)
- REV (2014, Yep Roc)
- Whole New Life (2018, Victory Records)

## Sencillos
- Big Little Baby (1988)
- Psychobilly Freakout (1990)
- 400 Bucks/Caliénte [junto a los Supersuckers] (1994)
- One Time For Me (1994)
- Lie Detector (1998)
- King (1999)
- It Was a Really Good Year (2000)